# Roger Eliasson
Roger Eliasson, född 11 maj 1969, är en svensk före detta innebandyspelare. 
Eliasson spelade i högsta serien i innebandy för Järfälla IBK och Balrog IK, och satte världsrekord i speedshooting vid VM i Göteborg 2001. Han lade av med elitkarriären 2007 efter hjärtproblem.